# Začnimo znova
Začnimo znova je slovenska humoristična družinska nanizanka  scenaristov Vojka Anzljca, Mihe Čelarja, Tomaža Grubarja in Mirana Mateta. Režiser je Vojko Anzlejc. Glasbo je napisal Miha Stabej. Predvajana je bila na 1. programu TV Slovenija

## Opis 1. sezone
Petinštiridesetletni oče Toni, nekdanji punker, je uspešen kreativni direktor v oglaševalski agenciji. Tako vsaj izgleda navzven… V resnici je »zamočil« nek projekt in izgubil službo. Svojo skrivnost varuje pred družino z nenehnimi skrivalnicami, njen previsoki življenjski standard pa rešuje z opravljanjem različnih priložnostnih del. Žena Betka, učiteljica slovenskega jezika, nima pojma o Tonijevih težavah, saj ima tudi sama probleme v službi. Obeta se ji namreč napredovanje v vršilko dolžnosti ravnateljice. Denarja je vsak dan manj tudi zato, ker z otroki rasejo njihove potrebe.  Hči Blažka, gimnazijka in pridna učenka violončela, bo kmalu maturirala.  Sin Anže živi v vzporednem svetu računalniških igric. V realnost ga na silo zvlečeta le hrana in šola, pa še tedaj ga bolj kot zadnji razred devetletke zanima rap. 
Dodaten glavobol in zobobol povzroča Toniju dejstvo, da živi družina v stanovanju Tonijeve mame Marjete. Ker je materinska dobrota v obratnem sorazmerju z ljubeznijo snahe, Toni že več let obljublja Betki, da se bodo preselili v novo, lastno stanovanje. Betki dolgoletne obljube dodobra presedejo ravno zdaj, ko jih je Toniju najtežje izpolniti. 
Kadar Toni ne more vsakdanjih problemov rešiti z zdravim razumom, se zateče v podzemlje svoje duše. Tam, v kleti stanovanjskega bloka, ga vedno pričakuje sosed in mladostni prijatelj Johnny, večni študent glasbe, ki ve za njegovo skrivnost. Prijatelja s pomočjo električne kitare in ojačevalca na glas razmišljata o kruti sedanjosti ter obujata spomine iz časov, ko sta skupaj igrala v punkerskem ansamblu.
Toni skrivaj dela kot smetar, čistilec oken, peče piškote za prodajo, lovi ribe za golo preživetje. Pred družino pa se pretvarja, da kot uspešen poslovnež zbira denar za selitev v novo stanovanje. Da bi bila nesreča še večja, utegne poleg službe izgubiti ženo… Betki namreč želi pri karieri izdatno pomagati ministrsko-sekretarski zapeljivec Mario.
Toni se navadi začenjati znova in znova iz dneva v dan. Ker je več doma, spozna, da je prej družino zanemarjal. Končno svoji bivši agenciji, ki jo je najelo Ministrstvo za družino in dom, na podlagi lastnih izkušenj predlaga izvrsten oglas. Uporabili ga bodo za oglaševalsko akcijo, s katero želijo moškega zopet postaviti na mesto gospodarja in glave družine. Toni pride do čudovite službe, a se ji kmalu odreče, saj mu več pomeni družina… Na njegovo presenečenje pa odstopi z mesta ravnateljice tudi Betka. In njena skrivnost se glasi: ZAČNIMO ZNOVA.

## Opis 2. sezone
Toni nima službe, ima pa svojo firmo, za postavitev katere je zastavil mamino stanovanje ter se zakreditiral pri kralju podzemlja Štefu Železni roki. Seveda tudi ta firma tone, a Toni tega ne more povedati svojim, saj je Betka rizično noseča. Po doktorjevih besedah bi vsakršen šok lahko povzročil težave. Tako Toni laže domačim, da ima firmo v WTC-ju, v resnici pa z Johnnyjem krpata konec s koncem v kleti, kjer imata urejeno skrivno miniaturno pisarno. Da bi bila stvar še bolj zapletena, se po desetletjih odsotnosti pojavi Betkin oče, propadli mornar, ki na stara leta išče zatočišče pri hčerki. Betka ga sprejme odprtih rok, Toni pa ima na grbi lisičje zvitega tasta, ki igra razvajenega velebogataša, čeprav je suh kot cerkvena miš. Tudi pri Johnnyju se vse zasuka, ko Štef Železna roka pripelje rusko artistko Svetlano Toniju v čuvanje. Toni se boji, da ga bo Betka razkrinkala, zato dobi Svetlano v čuvanje Johnny ter se v trenutku zaljubi, saj je odštekana skoraj tako kot njegova mama. S Svetlano zaživita nezakonito "zakonsko" življenje polno vzponov in padcev.

## Glavni liki
| Vloga             | Igralec          | Opis |
| ----------------- | ---------------- | --- |
| Toni Oven         | Matjaž Tribušon  | Oče Blažke in Anžeta (glava družine) |
| Betka Oven        | Lučka Počkaj     | Mama Blažke in Anžeta |
| Marjeta Oven      | Anica Kumer      | Tonijeva mamica |
| Blažka Oven       | Viktorija Bencik | Betkina in Tonijeva hčerka |
| Anže Oven         | Edvin Derviševič | Betkin in Tonijev sin |
| Jonny             | Franci Kek       | družinski prijatelj |
| Blažka Oven #2    | Anja Krvina      | Betkina in Tonijeva hčerka |
| Štef Železna roka | Gregor Čušin     | šef podzemla, ki zelo rad pobira obristi za sposojen denar. Nadimek železna roka je dobil zaradi otrdele, zakrnele roke, ki je posledica njegovega prezgodnjega rojstva. |
| Žvala             | Neno Muždeka     | Štefov telesni stražar in lomilec kosti |
| Evgen             | Boris Kobal      | Betkin poslovni oče |
| Svetlana          | Alenka Kozolec   | ruska artistka, ki jo da šef podzemlja v čuvanje Toniju |

Opombe:
1. ↑  Igralec je prenehal igrati v nanizanki po koncu peve sezone.
2. 1 2 3 4 5  Igralec je začel igrati v nanizanki v začetku druge sezone.

## Sezoni
| Sezona | Epizode | Originalno predvajanje | Originalno predvajanje |
| Sezona | Epizode | Začetek sezone         | Konec sezone           |
| ------ | ------- | ---------------------- | ---------------------- |
| 1      | 20      | 12. januar 2007        | 25. maj 2007           |
| 2      | 35      | 28. september 2007     | 13. junij 2008         |

## Zanimivosti
Projekt nanizanke Začnimo znova je bil s sklepom strokovne komisije izbran na  javnem razpisu Radiotelevizije Slovenija za odkup avdio vizualnih del neodvisnih producentov.
Nanizanka je bila posneta v studiu Viba filma v Ljubljani, oktobra in novembra 2006.